# Xã Jewett, Quận Jackson, South Dakota
Xã Jewett (tiếng Anh: Jewett Township) là một xã thuộc quận Jackson, tiểu bang Nam Dakota, Hoa Kỳ. Năm 2010, dân số của xã này là 14 người.